# 三氢阳离子
氢分子合质子、三氢阳离子或H3+，是一种由三个氢原子构成的阳离子。它是宇宙中最丰富的离子之一，因为星际空间温度和密度均很低，所以它在星际介质中能稳定存在。尽管星际介质中压强低至10−15大气压，平均自由程很大，但依然有機率发生碰撞而产生其他离子或分子。因此H3+在星际介质气相化学中所起的作用是其他任何离子无法替代的。这种离子也是最简单的三原子离子，因为其中只有两个价电子。这也是形成三中心二电子键最简单的例子。

## 历史

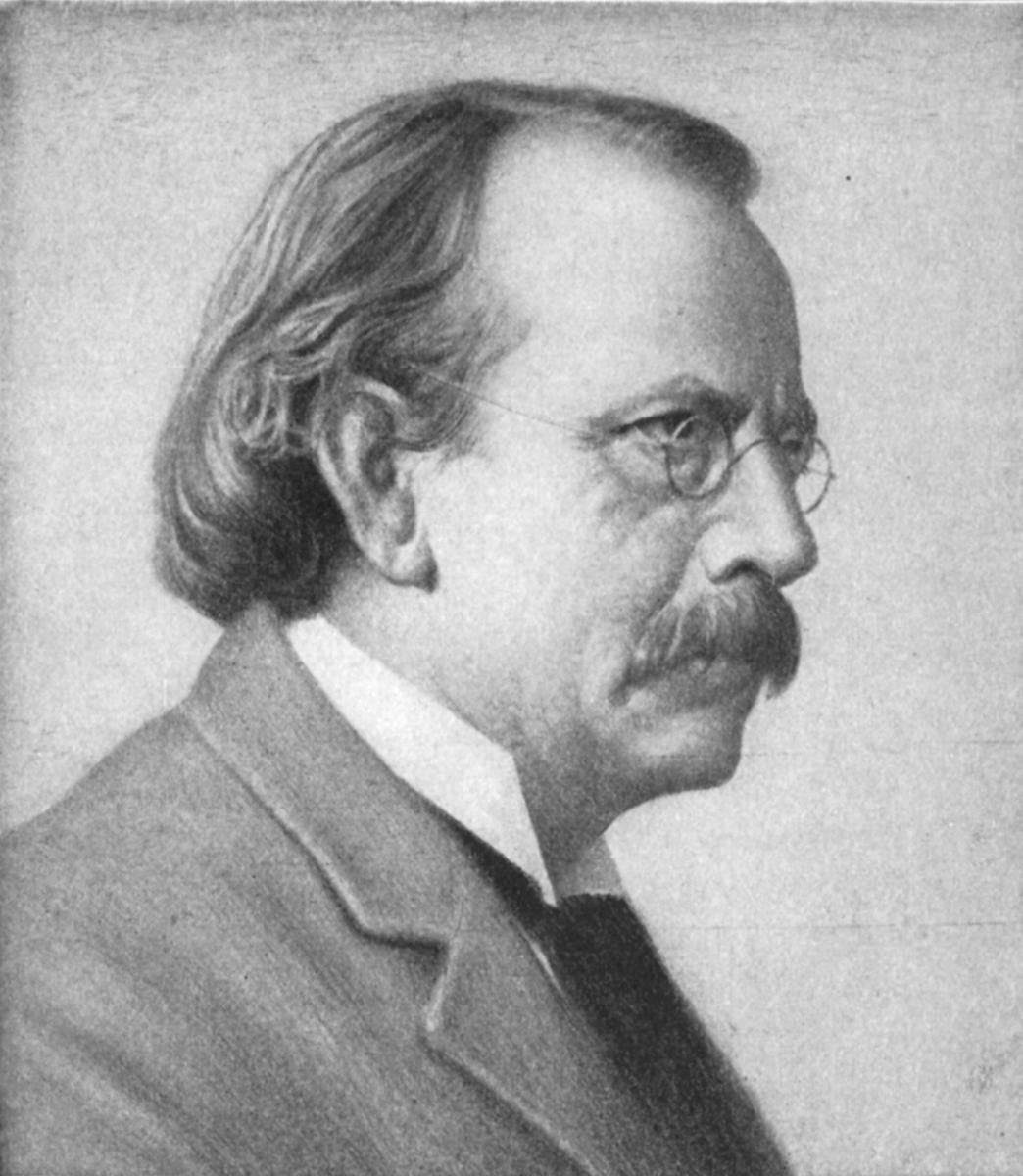
约瑟夫·汤姆逊（1856年–1940年）

1911年，约瑟夫·汤姆逊首次发现了H3+离子。当他研究等离子体放电产生的物质时他发现了一些奇特现象。他使用早期质谱技术发现了一种丰度巨大的分子离子，其质荷比为3。他认为仅有的两种可能是C4+和H3+。因为C4+很不稳定，而且质谱的峰在纯氢气中更强，他由此得出了正确的结论：这种离子就是H3+。
霍格内斯(T. R. Hogness) 和伦恩(E.G. Lunn)在1925年发现该离子的形成途径。他们同样使用早期质谱来研究氢的放电，并发现随着氢气压强的增大，H3+的浓度线性增加，而H2+的浓度线性减少。此外，在任何压强下都存在少量H+。这些数据直接导致了下文即将讲述的质子交换途径的提出。此外，库尔森于1936年提出三氢阳离子具有平面正三角形空间构型的理论。
1961年，马丁 (D. W. Martin)等人首次提出H3+大量存在于星际介质中，并与大量存在的氢发生放热反应（大约1.5eV）。沃森、赫布斯特(E. Herbst)、克伦佩雷尔(W. Klemperer)由此于1973年提出H3+是形成许多已观测到的分子离子的前体。
直到20世纪80年代，H3+的光谱才由岡武史使用频率调制检测技术获得，它具有ν2基频谱带。这是在太空中寻找H3+的开端。20世纪80年代晚期，很快获得了发射光谱，随后的90年代早期则是在木星、土星和天王星的电离层中发现了它。
1996年，冈武史和格巴尔最终检测到两个星际暗星雲分子云——GL2136和W33AH中存在H3+。1998年，麦考尔等人意外地在弥漫星际云天鹅座 OB2-12中发现了H3+。
获得光谱以后，许多实验室积极展开对H3+化学反应的研究。尤其是20世纪90年代后期，很多科学家开始深入H3+的电子重组研究:76，对于H3+氢的自旋异构体的选择性的认识也有一定的发展。2006年，冈武史宣布星际介质中普遍存在H3+， 而中央分子区（英語：Central Molecular Zone，即银河系中心）的H3+浓度通常可达到星际介质的一百万倍以上。

## 结构

H_{3}^{+}的结构

三氢阳离子的分子轨道图

三氢阳离子中三个氢原子排列成一个等边三角形。此离子有共振结构，说明它含有一个三中心二电子键。计算结果是该键键能大约为4.5 eV（104 kcal/mol）。这种离子很好地说明了电子对的离域作用可以降低分子的能量，使之更稳定。:76

## 形成
实验室中制备H3+的方法在1925年由霍格内斯提出。生成H3+离子的主要途径是H2+与H2反应：
H2 + e− → H2+ + 2e−
副反应是：
H2+ + H2 → H3+ + H
H2+的浓度是该反应的主要限制条件。而在星际空间中，H3+离子只能由宇宙射线使H2电离来形成：
H2 + 宇宙射线 → H2+ + e- + 宇宙射线
然而，宇宙射线的能量太高（> 100 MeV），它对于解离H2分子所需的相对较少的能量（15.4 eV）几乎不起作用。在星际云中，宇宙射线经过之处留下了H2+的踪迹，因此随即也产生了H3+。在实验室中，H3+离子是通过同样的等离子体放电机理制得的，而放电的电压为H2分子的解离提供了能量。

### 电子重组反应
1997年时在低密度云中观测到了H3+，在H3+含量较高的低密度分子云中能发生电子重组反应。天文学家需要重新测定正确的反应速率。但是H3+的电子重组反应于上世纪70年代以来由于量測方法的差异而处于10−7到10−11cm3·s−1之间，相差居然达4个数量级。研究者之间的争论持续到了现在:76。争论一直持续到本世纪初，直到一些决定性的论文获得发表:76。上世纪90年代以来储存环束流法的实验值与理论值一致:118–120。冈武史2006年的结果是最可靠的实验值，而麦考尔2004年时测定的2.6×10−7cm3·s−1（23 K）也很准确。
2003年开始非经验的分子轨道法（量子化学从头计算）开始用于研究这种离子。V·柯库林和C·H·格林考虑Jahn–Teller效应的计算结果校正了这种巨大的误差，结果约为（7.2 ± 1.1）× 10−8cm3·s−1（300 K）。这在后来被认为是最准确的理论值:104。他们为最终解开这个谜团做出了重大贡献，他们的计算包括了曾被忽略的衰减机制。这种机制中也包含电子和核运动的耦合，但是要求对核的运动进行三维处理:107–118。当三个氢核的结合体的振动转动受到进攻电子的影响而偏离其基态的平衡位置时，导致Jahn–Teller效应，这种对称性的破损引起接连的能量递减跃迁，这样得到了上面的数据。这项数据与现在的天体物理星际观测值都符合地较好。另外这种机制也可以解释其它实验值。新的计算认为H3+倾向于离解为三个部分而不是两个，而且能够正确预测这些碎片的振动能级。
目前这方面的争议已基本结束，研究转向反应的细节与进一步实验验证。

## 消失
H3+离子转化成其他物质的途径有很多。在稠密的星际云中，主要途径是与电中性的其他粒子碰撞而发生质子转移。这种电中性的粒子最有可能是太空中第二丰富的分子——一氧化碳。
H3+ + CO → HCO+ + H2
该反应的重要产物是HCO+，这是星际化学中的重要分子。它的强偶极和高丰度使射电天文学容易探测到它。H3+也与原子态氧反应生成OH+和H2：
H3+ + O → OH+ + H2
OH+通常继续和H2反应生成进一步氢化的分子或离子：
OH+ + H2 → OH2+ + H
OH2+ + H2 → OH3+ + H
此时，在星际云中OH3+和H2的反应不再是放热的。因此OH3+最常见的转化途径是离解复合，可能得到四类产物：H2O + H、OH + H2、OH + 2H 和 O + H2 + H。尽管水是该反应的可能产物之一，它不是主要产物。不同的实验已经证明在任何情况下产物中水的比例在5–33%的范围内。宇宙尘埃上形成水的反应仍被认为是星际介质中水的主要来源。
弥漫星云中H3+的主要转化方式是离解复合。此反应会产生多种产物，主要产物是它分解成的三个氢原子（占到大约25%），次要产物是氢分子和单个氢原子（占到大约25%）。

## 自旋平行/反平行的H3+

自旋平行与自旋反平行的H_{3}^{+}和H_{2}的比较

稠密星际云中最丰富的分子是H2。当H3+离子与H2碰撞时，根据化学计量可知产物与反应物完全相同。然而，质子转移依旧能发生，这可能改变分子（离子）的总原子核自旋量子数，因为质子的自旋不一定相同。H3+共有两种可能的自旋异构体，正氢（自旋平行）和仲氢（自旋反平行）。正H3+中三个质子的自旋全部平行，总的核自旋量子数为3/2。而仲H3+有两个自旋平行的质子，另一个方向则相反，因此它的自旋量子数为1/2。类似地，H2也有两种自旋状态，其中正H2总的核自旋为1，而仲H2恰好抵消，自旋为0。当一个自旋平行的H3+与一个自旋反平行的H2碰撞时，质子的转移改变两个分子（离子）的总自旋，生成一个自旋反平行的H3+和自旋平行的H2。

## 光谱
获得H3+的光谱很有挑战性。因为它没有永久偶极矩，获得H3+的纯转动光谱是不可能的。而紫外光能量太高，会使此离子发生解离。而转振光谱可以检测到H3+。转振光谱可行的原因是H3+的其中一种简正模式的ν2不对称弯曲振动，产生一个很弱的瞬时偶极。从冈武史的首次光谱试验开始，红外区已经检测到超过900条吸收带。H3+的发射光谱也已经在类木行星大气中检测到。分析氢分子的发射光谱也可发现，其中一条吸收带并不是氢分子的造成的，只能来自于H3+。

## 天文探测
H3+已在两种太空环境中探测到：类木行星和星际云。在类木行星中，它存在于行星的电离层中，因为太阳的高能辐射使这里的粒子电离。因为这类行星大气中的氢气浓度很大，太阳辐射可以产生较多量的H3+。同理，类似于太阳的宽频波源有充足的辐射使H3+跃迁到高能量的激发态，然后它就可以自发放出辐射而回到基态。

### 行星大气
德罗萨尔(P. Drossart)等人于1989年首次在木星的电离层中检测到H3+的发射光谱。德罗萨尔发现了总共23条H3+发射带，柱密度为1.39×109/cm2。通过这些谱线，他们可以确定H3+存在的温度范围大约为1100 K（830 °C），这于其他类似于H2的已确定光谱的粒子是较为接近的。1993年，格巴尔(T. R. Geballe)等人在土星大气中发现了H3+，而特拉夫顿 (L. M. Trafton)等人则在天王星大气中发现了它。

### 星际分子云
H3+直到1996年才在星际介质中检测到，当时格巴尔和冈武史报道他们在两个分子云：GL2136和W33A中发现了H3+。两个含有H3+的分子云温度均为大约35 K（-238 °C），柱密度约为1014/cm2。从那时起，无数的分子云中都检测到了H3+，例如AFGL 2136、Mon R2 IRS 3、GCS 3-2、GC IRS 3和LkHα 101。

### 弥漫星云
意外的是，麦考尔 (B. J. McCall)等人于1998年在弥漫星云天鹅座 OB2-12中检测到H3+的三条谱线。1998年之前，普遍的观点是弥漫星云中H2的密度过低，不能产生可观测量的H3+。麦考尔测得其温度27 K（-246 °C），柱密度约为1014/cm2，后者与格巴尔和冈武史的测定结果相同。从那时起，许多弥漫星云中都检测到了H3+，例如GCS 3-2、GC IRS 3和英仙座ζ。

### 稳态模型推测
尽管认为星系之间的膨胀空间会产生新物质的稳态理论并没有获得广泛承认，为了估计这些云中H3+的光程，冈武史使用稳态模型来估计弥漫和稠密星际云的密度。正如上文所述，弥漫和稠密星际云生成H3+的机理是相同的，但是占主导地位的消失机理不同。在稠密星际云中，一氧化碳参与的质子转移是主要转化途径，据此估计出这些稠密星际云的密度约为10−4 cm−3。
n(H3+) = (ζ / kCO)[n(H2) / n(CO)] ≈ 10−4/cm3
n(H3+) = (ζ / ke)[n(H2) / n(C+)] ≈ 10−6/cm3
在弥漫星云中，主要转化途则是离解复合，据此估计出这些弥散星际云的密度约为10−6/cm3。因此，尽管弥漫和稠密星际云的柱密度数量级相近，弥散星际云的光程必须比稠密星际云大100倍以上。基于这些特征，可以把H3+作为一把“量天尺”来测量这些星际云的相对密度。